# Поттері-Еддішен (Огайо)
Поттері-Еддішен (англ. Pottery Addition) — переписна місцевість (CDP) в США, в окрузі Джефферсон штату Огайо. Населення — 258 осіб (2020).

## Географія
Поттері-Еддішен розташоване за координатами 40°24′9″ пн. ш. 80°37′28″ зх. д. / 40.40250° пн. ш. 80.62444° зх. д. (40.402456, -80.624412). За даними Бюро перепису населення США у 2010 році переписна місцевість мала площу 2,83 км², з яких 2,35 км² — суходіл та 0,48 км² — водойми.

## Демографія
Згідно з переписом 2010 року, у переписній місцевості мешкали 293 особи в 126 домогосподарствах у складі 77 родин. Густота населення становила 103 особи/км². Було 143 помешкання (50/км²).
Расовий склад населення:
| - 99,3 % — білих - 0,7 % — чорних або афроамериканців |

До двох чи більше рас належало 0,0 %. Частка іспаномовних становила 0,3 % від усіх жителів.
За віковим діапазоном населення розподілялося таким чином: 21,8 % — особи молодші 18 років, 61,1 % — особи у віці 18—64 років, 17,1 % — особи у віці 65 років та старші. Медіана віку мешканця становила 40,9 року. На 100 осіб жіночої статі у переписній місцевості припадало 102,1 чоловіка; на 100 жінок у віці від 18 років та старших — 87,7 чоловіка також старших 18 років.
Середній дохід на одне домашнє господарство становив 70 308 доларів США (медіана — 80 938), а середній дохід на одну сім'ю — 98 052 долари (медіана — 110 735). За межею бідності перебувало 8,2 % осіб, у тому числі 0,0 % дітей у віці до 18 років та 42,3 % осіб у віці 65 років та старших.
Цивільне працевлаштоване населення становило 190 осіб. Основні галузі зайнятості: освіта, охорона здоров'я та соціальна допомога — 57,9 %, виробництво — 23,2 %, будівництво — 6,8 %, транспорт — 5,3 %.